# Arhitectură paleocreștină

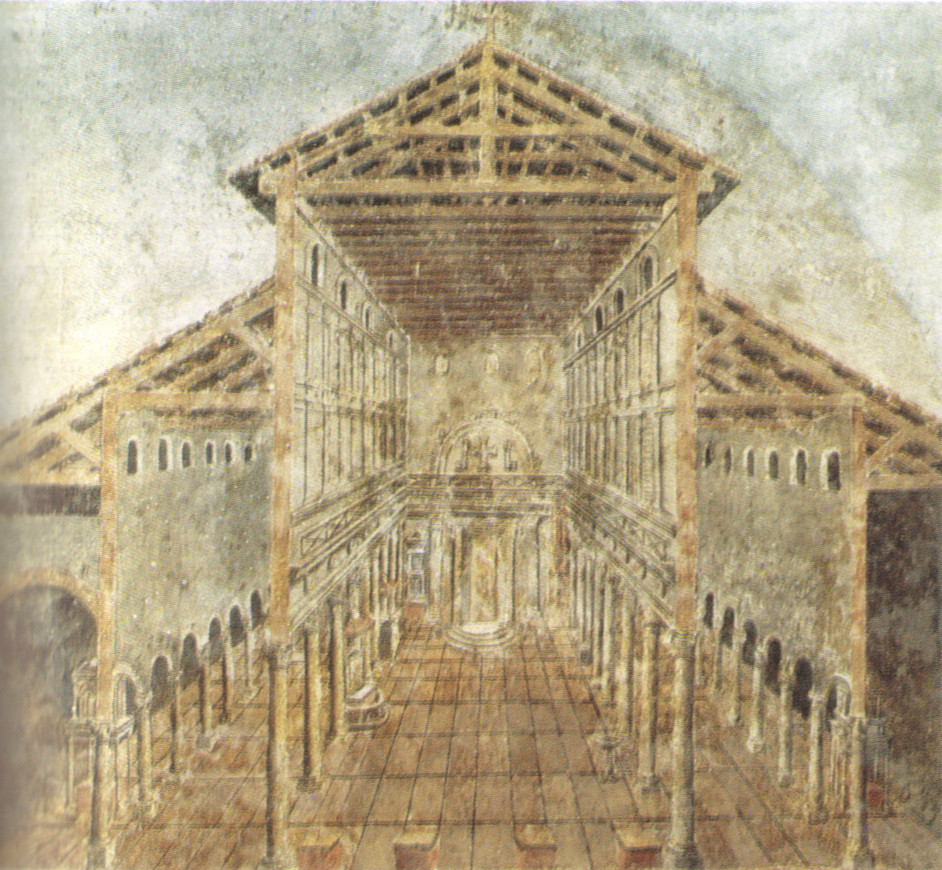
Frescă din secolul al IV-lea din necropola papală, care reprezintă structura vechii bazilici Sf. Petru.

Arhitectura paleocreștină este cea mai veche perioadă a arhitecturii creștină, care s-a dezvoltat în Imperiul Roman în Antichitatea târzie.
A început modest de la sfârșitul secolului al II-lea până în 313, când Creștinismul era persecutat, și apoi a înflorit în tot Imperiul începând cu domnia lui Constantin, primul împărat care s-a convertit la Creștinism, și cu Teodosiu I, care a făcut din Creștinism religie oficială în 380. Arhitectura paleocreștină a fost astfel direct descendentă din tradiția arhitecturală romană clasică. Ea nu a creat un vocabular nou, ci a dat un nou sens elementelor din jur pentru a aduna credincioșii, a amplifica locurile sfinte, a se închina martirilor și a onora morții.